# La Femme aux cheveux roux
La Femme aux cheveux roux (Kirmizi saçli kadin) est le dixième roman de l'écrivain turc Orhan Pamuk, paru en 2016.

## Résumé
Roman d'apprentissage, sentimental ou fable sociale, La Femme aux cheveux roux se présente en trois parties et raconte l'histoire de Cem Çelik, jeune garçon de la bourgeoisie stambouliote.
En 1985, son père pharmacien disparaît, bloquant toute source de revenus. Ils sont relogés chez un oncle avocat, à Gebze. Et il est engagé, le temps d'une saison, par un maître puisatier chargé de creuser un puits sur un plateau au-dessus d'un village de la banlieue d'Istanbul, Öngören. Le maître Mahmut Usta raconte des histoires, souvent tirées du Coran. Cem en raconte une seule, tirée d'une version simplifie d'Œdipe.
Cem descend quelquefois au village, il y rencontre une troupe de comédiens ambulants, « Théâtre des légendes édifiantes », dont une énigmatique mais fascinante femme aux cheveux roux. Une soirée, en l'absence de son mari Turgay, ils se connaissent, Cem, 17 ans, Gülcihan, 33 ans. Le lendemain, le puisatier disparaît dans un éboulement, et Cem, qui ne parvient pas à se faire aider, s'enfuit.
De retour en ville, il suit des cours de préparation à l'examen d'entrée à l'université, et travaille dans une librairie. Il fait des études d'ingénierie géologique, et fréquente la fille d'un proche parent de l'oncle, Ayşe , la fille de Gördes. Après le mariage, et avant le service militaire, Cem revoit son père. Il travaille, en Turquie, mais surtout au Kazakhstan et en Azerbaïdjan. Lors d'une soirée à Téhéran, il découvre une reproduction du Livre des Rois (Ferdowsi), avec l'histoire de Rostam et Sohrab. Le parallèle avec l'histoire d'Œdipe renforce son sentiment de culpabilité envers le maître puisatier.
« La quête désespérée d'un père » (p. 179) lui fait rencontrer la directrice de la bibliothèque du Palais de Topkapı, Fikriye Hanim, qui le fait avancer dans ses réflexions. Puis, la passion est partagée avec son épouse , à fréquenter musées et bibliothèques d'Europe, pour « dissiper notre chagrin de ne pas avoir d'enfant », vers la quarantaine. Les retrouvailles avec le père, puis son enterrement , puis le succès de la petite entreprise du couple, tout cela permet à Cem de revenir à Öngören, et…

## Réception critique
- « La Femme aux cheveux roux est un roman philosophique, politique, allégorique. L’auteur de Neige s’intéresse aux mythes d’hier dans la Turquie d’aujourd’hui. À travers l’affrontement inapaisé entre pères et fils, on peut lire l’affrontement irrésolu entre tradition et modernité. Religion et laïcité, démocratie et dictature, Orient et Occident » (Le Journal du dimanche, 2019)[2].
- « Vaste et méticuleux, le roman d’Orhan Pamuk est cependant bien plus qu’un cri d’alarme sur les dégâts de décennies d’oppression sourde en Turquie. Il sonde les mystères de la filiation, et par ricochets, ceux de la transmission et de l’identité, pour remonter à la source de tout être, revenir au point de départ, et creuser un nouveau puits dans le champ des possibles » (Télérama, 2019)[2].